# Accuracy International AWM
Pour les articles homonymes, voir Accuracy et AWM.

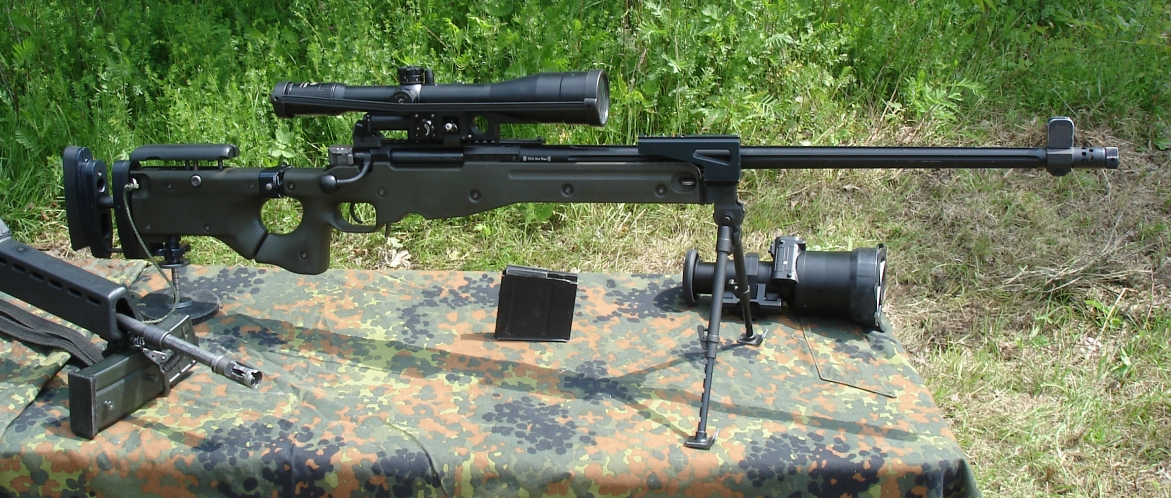
G22 Allemand AWM.

L’Accuracy International AWM (Arctic Warfare Magnum) est un fusil de précision du fabricant britannique Accuracy International. Il est aussi connu sous le nom de AWSM (Arctic Warfare Super Magnum), qui désigne généralement la version chambrée en .338 Lapua Magnum.
Jusqu'en 2012, ce fusil détenait le record de distance de tir pour un tireur d'élite, qui était en fait deux tirs consécutifs.

## Caractéristiques

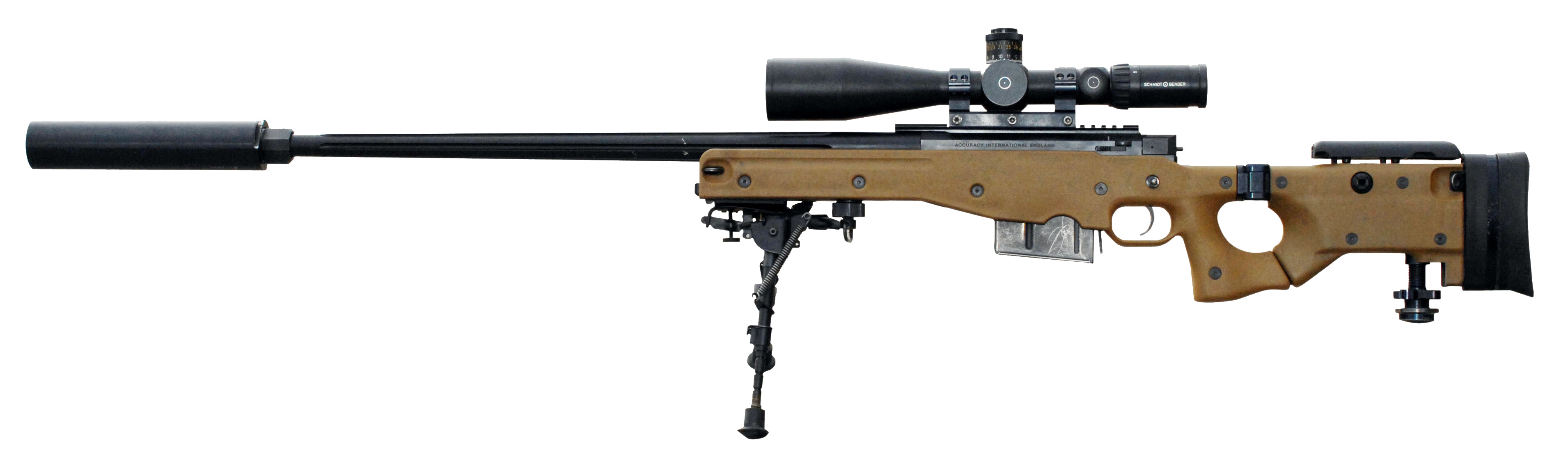
AWM 338 des Forces armées britanniques, désigné comme le L115A3.

Le fusil AWM est une variante du fusil anglais Accuracy International Arctic Warfare  (AW). Comparé au AW, Le AWM a une culasse plus longue pour accueillir des cartouches plus volumineuses comme le .300 Winchester Magnum et le .338 Lapua Magnum.[réf. souhaitée]
Le fusil AWM comporte un chargeur amovible contenant 5 cartouches. Les cartouches initialement utilisées pour ce fusil sont des .300 Winchester Magnum, tandis que celles utilisées par l'OTAN sont des .338 Lapua Magnum.
Un frein de bouche équipe le fusil pour réduire le recul et la flamme, et sert de base pour fixer une mire métallique et un silencieux.[réf. souhaitée]
Généralement, les AWM sont équipés d'une lunette de visée Schmidt & Bender PM II 10x42/MILITARY MK II 10x42, avec un pouvoir de grossissement fixe x10. Cependant, une lunette Schmidt & Bender PM II/MILITARY MK II avec grossissement variable de 3-12x50, 4-16x50 ou 5-25x56 peut être utilisée si l'utilisateur veut une meilleure souplesse d'utilisation pour des distances variées, ou lorsqu'un large champ de vision est nécessaire.[réf. souhaitée]
Accuracy International encourage l'utilisation de la gamme de produits Schmidt & Bender PM II/MILITARY MK II comme matériel de visée sur leurs fusils, ce qui est rare pour un fabricant de fusil. Les armées russe et allemande préfèrent les lunettes fabriquées par Zeiss en dépit de la préférence de Accuracy International.[réf. souhaitée]
Le fusil AWM est généralement fourni dans une caisse de transport en métal contenant une lunette, des tampons de crosse, un bipied, des chargeurs de rechange, une bretelle, un kit d'outil et de nettoyage.[réf. souhaitée]

## Dans la culture populaire
L'AWM est présent dans le jeu vidéo PlayerUnknown's Battlegrounds, Warface, Battlefield Hardline, ainsi que dans Delta Force.